# Tabanus gibensis
Tabanus gibensis är en tvåvingeart som beskrevs av Turnbull, Taylor och Smith 1992. Tabanus gibensis ingår i släktet Tabanus och familjen bromsar.
Artens utbredningsområde är Etiopien. Inga underarter finns listade i Catalogue of Life.